# Morro Derecho
Der Morro Derecho (spanisch für Rechter Hügel) ist ein Hügel auf Snow Hill Island südlich der Nordspitze der Antarktischen Halbinsel. Er ragt oberhalb der Wilckens Gully in den Karlsen-Kliffs auf der Spath-Halbinsel auf.
Argentinische Wissenschaftler benannten ihn als Gegenstück zum Morro Izquierdo (spanisch für Linker Hügel).